# Ravne pri Šmartnem
Ravne pri Šmartnem so naselje v Občini Kamnik.
Zelo razloženo hribovsko naselje samotnih kmetij leži v skrajnem severozahodnem delu Posavskega hribovja, na prisojnih jugozahodnih pobočjih pod odrastki planote Menine. Nad vasjo sta vrhova Podbevška peč (1190 m) in Ojstri vrh (1197 m). Prevladujoči dejavnosti sta živinoreja in gozdarstvo. V spodnjem delu kraja je nad Podbregom zaselek Senena Dolina.

## Zgodovina
V arhivskih listinah se Ravne v Tuhinjski dolini omenjajo leta 1444. Tu je imel tega leta Žiga Lambergar eno kmetijo.